# Migoidea
Migoidea è una  superfamiglia di aracnidi migalomorfi che comprende due famiglie:
- Actinopodidae SIMON, 1892
- Migidae SIMON, 1892